# Кесария
Вижте пояснителната страница за други значения на Кесария (Цезария).
Кесария или Цезареа Маритима (на латински: Caesarea Maritima, Caesarea, Kesarya; на старогръцки: παράλιος Καισάρεια) е важен древен град на Палестина и по-късно важна крепост на кръстоносците на Средиземно море. Днес е археологичен обект, национален парк. Градът се намира между Хайфа и Тел Авив в Израел. Наблизо до древния град се намира съвременна Цезарея (Caesarea или Keisarija)
.
Градът е основан отначало като финикийско пристанищно селище Turris Stratonis (Кулата на Стратон). Влиза в рамките на юдейското царство на Хасмонеите през 96 г. пр.н.е. и е застроен от Ирод Велики между 22 и 10 г. пр.н.е., който я нарича Кесария в чест на римския император Август. Кесария се споменава често в Новия завет.
След разрушаването на Йерусалим през 70 г. от н.е., Кесария става столица на провинция Сирия Палестина по времето на римското владение. През 2 век Кесария има около 125 000 жители.
Градът процъфтява до към края на 6 век. Той е столица на провинция, най-голям град на Палестина, в него са съхранени античните традиции и процъфтяват различни школи. Това обуславя дейността на редица известни писатели (Ориген, Евсевий Кесарийски, св. Йероним (превел Библията на латински), Прокопий Кесарийски). От 619 до 628 г. се владее от Сасанидите. След 640 г. градът е завладян от арабите и губи своето значение.
На 17 май 1101 г. градът е завладян от кръстоносците след 15-дневна обсада и разцъфтява отново за късо време и е център на господство в тяхното Йерусалимско кралство и Диоцезско седалище. През 1275 г. градът е завладян от мамелюците на Байбарс I, султан на Египет и Сирия. През късния 19 век на мястото на Кесария съществува малкото село Keisarije.
През 1948 г. се създава на няколко километра от морето днешния град „Keisarija“ (на еврейски: קיסריה).

## Личности
- св. Репарата, староцърковна мъченица, убита 250 г. в Кесария
- Роман от Кесария († 303), Св. дякон и мъченик (празник: 18 ноември)
- Евсевий Кесарийски (260/264 – 339/340), от 313 (315?) епископ на Кесария в Палестина, ученик на Ориген
- Прокопий Кесарийски (* 500; † 562), късноантичен историк
- Езер Вайцман (1924 – 2005), седмият президент на Израел – починал в Кесария